# Yokohama Hakkeijima Sea Paradise
Yokohama Hakkeijima Sea Paradise (横浜・八景島シーパラダイス, Yokohama Shīparadaisu), également appelé Sea Paradise, est un complexe de loisirs insulaire composé d'un parc d'attractions, aquariums, centre commercial, hôtel et marina situé à Kanazawa-ku, à l'extrémité de la baie de Yokohama dans la Préfecture de Kanagawa, au Japon. La taille de l'île est 24 hectares et celle de la zone de loisirs de 7,7 ha.

## Fréquentation
Il n'y a aucuns frais d'admission. Il est possible d'acheter une entrée à la journée ou de payer séparément pour chaque attraction.
Avec 4 770 000 visiteurs en 2007, il occupe le sixième rang des parcs d'attractions d'Asie en termes de fréquentation. Avec 4 500 000 visiteurs en 2009, il en occupe le huitième rang et le 18e rang mondial.

## Histoire
Le parc a ouvert ses portes le 8 mai 1993.

## Aquariums
Les aquariums sont regroupés sous la dénomination Aqua Resorts.
- Le premier, Aqua Museum, est un grand bâtiment de quatre étages. Plus de 100 000 créatures de plus de 500 variétés y vivent. Le visiteur peut y trouver entre autres un tunnel sous-marin, un delphinarium, une salle de cinéma Omnimax et un énorme aquarium de trois étages. Les promeneurs y croisent les espèces suivantes : manchot, phoque gris, loutre de mer d'Alaska, ours blanc, morse, pingouin, anémone de mer, coraux, méduse, tortue marine, araignée de mer, poisson-clown, etc.

- Le deuxième, Dolphin Fantasy, est beaucoup plus petit. Axé sur les dauphins, le public les découvre grâce à un tunnel sous-marin et une large colonne-aquarium.

- Le troisième, Fureai Lagoon, est un espace à ciel ouvert dont le but est l'interactivité avec les touristes. Il est divisé en trois zones :
  - Sakana Reef: domaine des poissons avec espace tactile.
  - Whale Ocean: domaine des cétacés: baleine pilote, béluga, grand dauphin.
  - Hireashi Beach: domaine des animaux marins et terrestres: otarie à crinière, grand phoque, manchot du Cap, morse ainsi qu'un tunnel sous-marin et un espace tactile.

## Le parc d'attractions
Du nom de Pleasure Land, il accueille une vingtaine d'attractions.
- Surf Coaster : Montagnes russes de Togo dont une partie du circuit surplombe les eaux de la péninsule de Miura.
- Viking : Bateau à bascule
- Octopus : Pieuvre
- Aqua Ride II : Bouées avec un thème pirate
- Splashute : Shoot the Chute de cinq mètres de haut.
- Sea Paradise Tower : Tour d'observation de 90 mètres de haut pour une vue circulaire.
- Drunken Barrel : Tasses sur Les Supers Nanas
- Peter Pan : Music Express
- Red Baron : Manège d'avions sur Les Supers Nanas
- Island Tour Bus : Train touristique de l'île.
- Merry-Go-Round : Carrousel
- Paradise Cruise : Mini croisière autour de l'île
- Carnival House : Salle d'arcade
- Manèges pour enfants
- Blue Fall : Tour de chute de 107 mètres, une des plus hautes au monde. Le record est de 119 m.

## Galerie

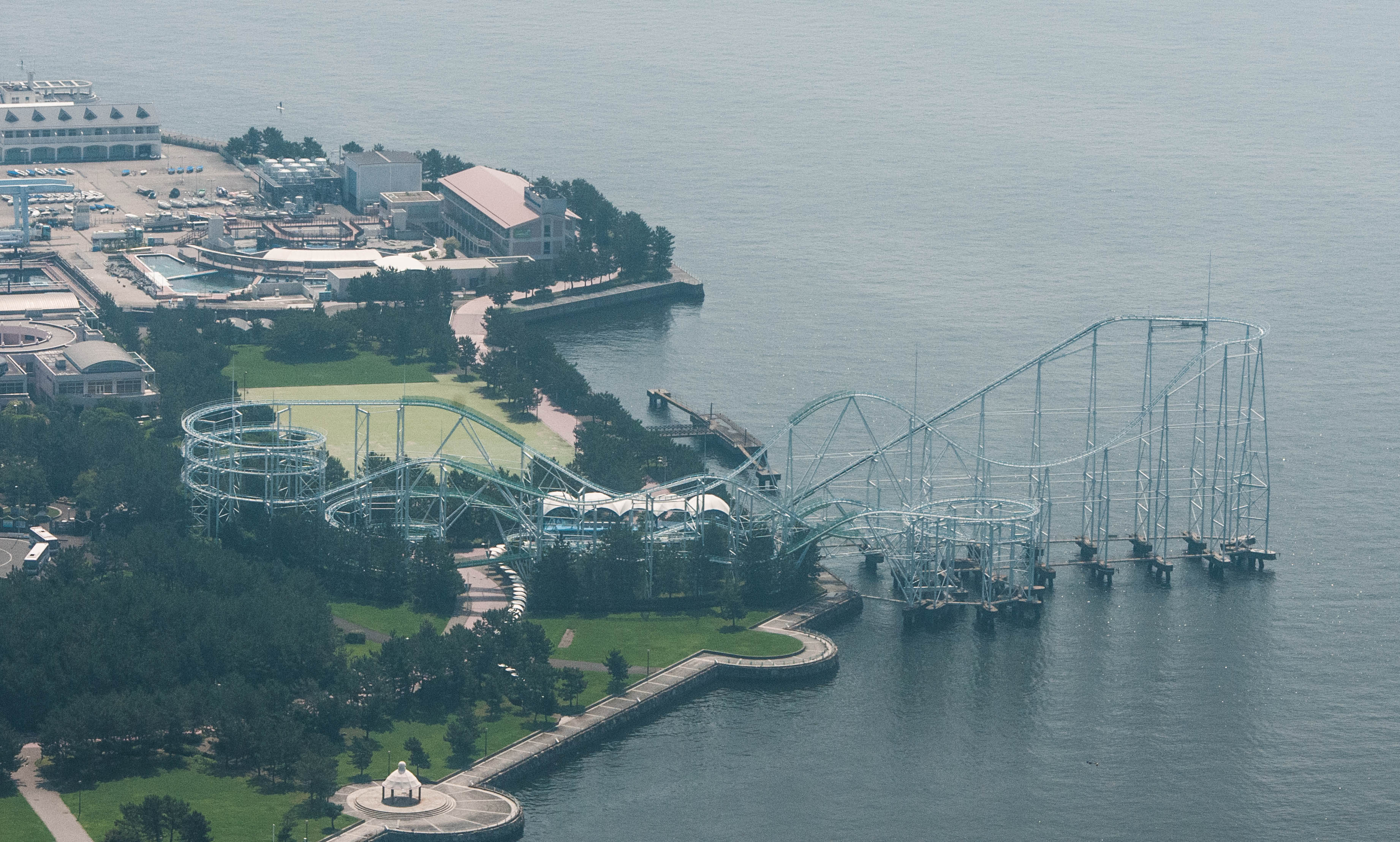
Surf Coaster Leviathan.
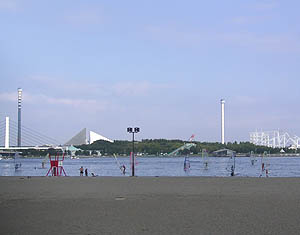
Vue partant de la plage.
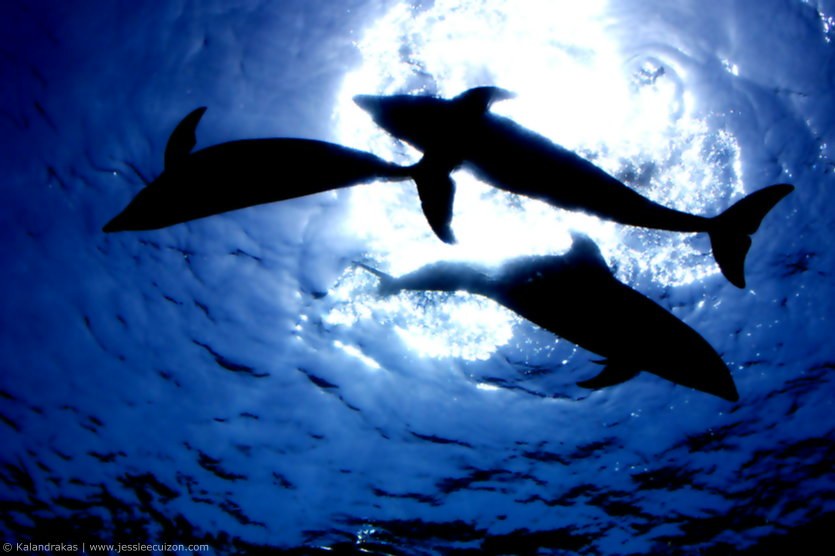
Dolphin Fantasy.
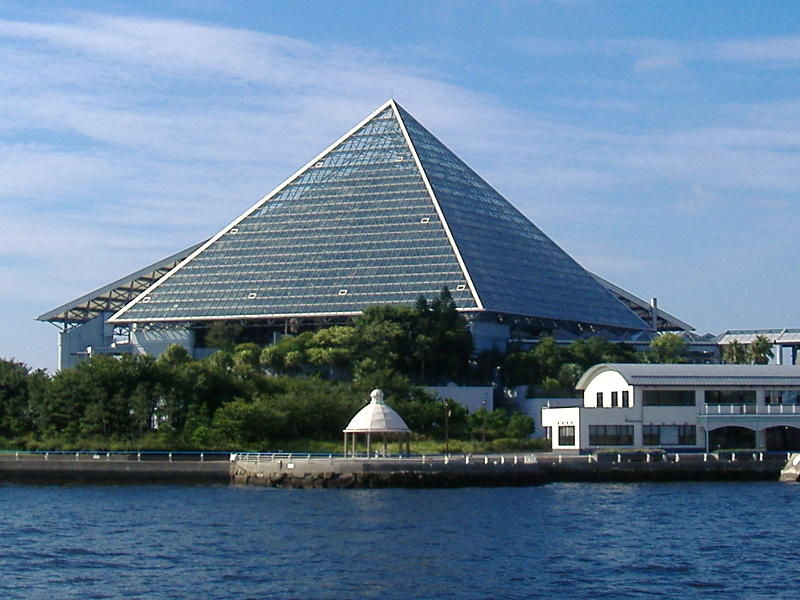
L'imposante structure du Aqua Museum.
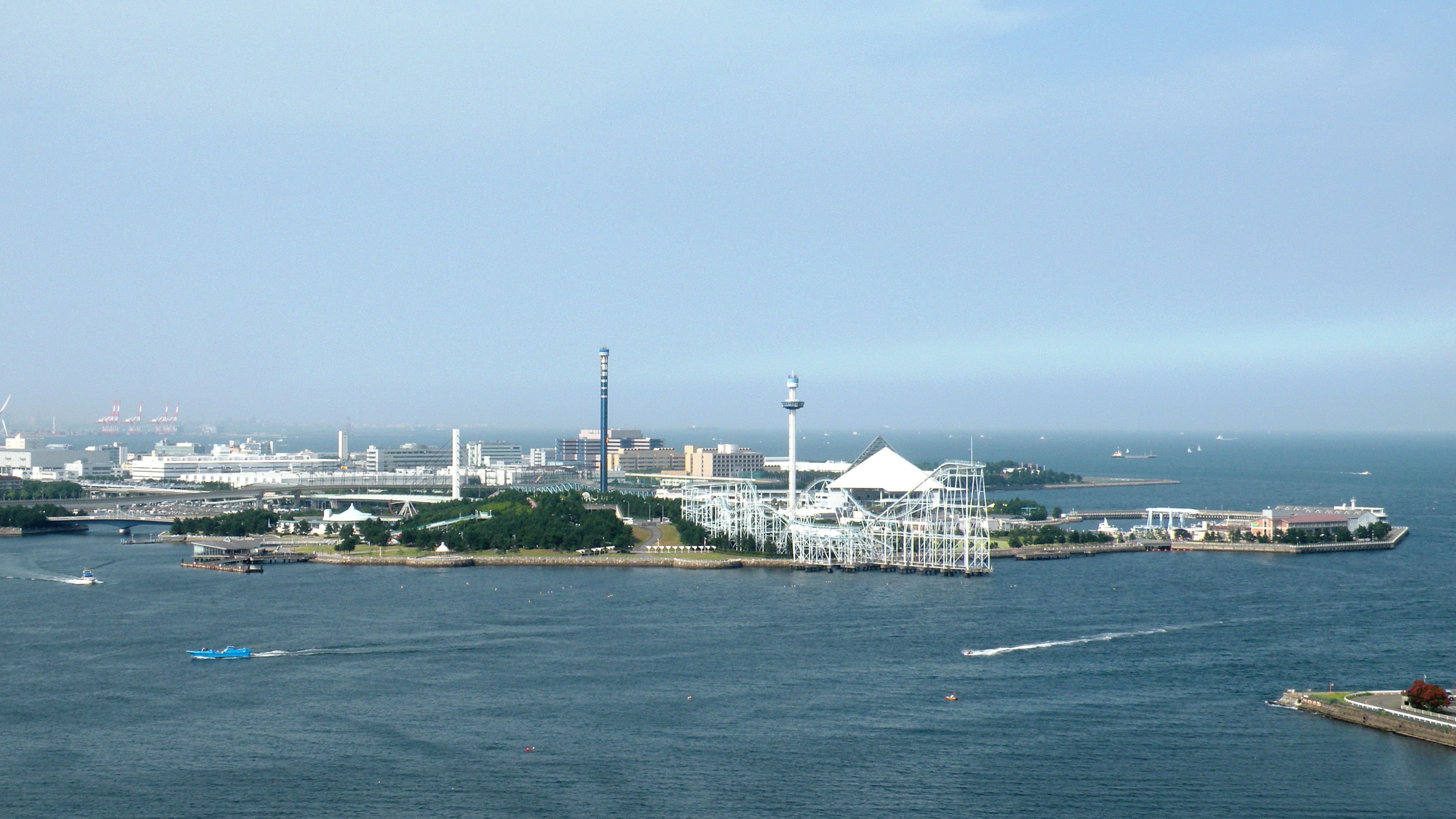
Vue de la rive sud.